# Enduit à froid
On désigne par enduit à froid un type de produit de marquage routier sans solvant à deux composants : une base et un durcisseur.
Il convient de ne pas confondre ce terme avec l’enduit coulé à froid ou ECF, qui est quant à lui un revêtement hydrocarboné.

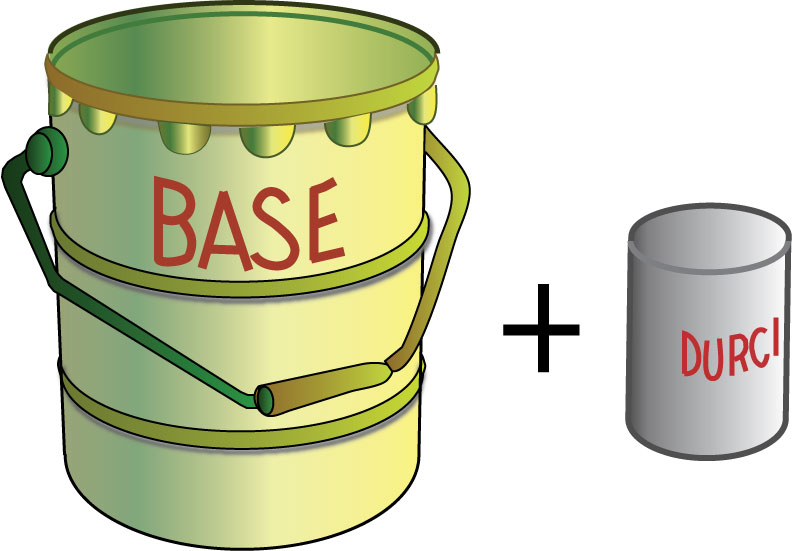

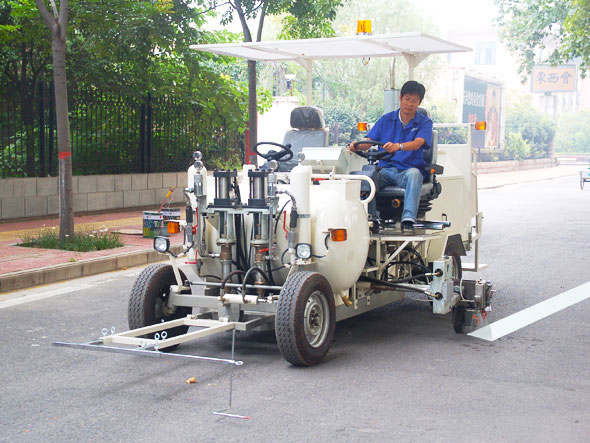
Grande machine airless de conduite de marquage au sol à solvant froid

## Caractéristiques
La base est en général une résine méthacrylique, le durcisseur un peroxyde.
Le "séchage" se fait par polymérisation d'une durée d'une quinzaine de minutes suivant les conditions atmosphériques (température et humidité relative).
L'épaisseur requise est d'environ 2 mm soit 2,5 à 3,5 kg de produit par m², mais peut varier selon les produits.

## Application
Le durcisseur et l'enduit sont mélangés intimement. Dès qu’un mélange homogène est obtenu, il reste alors 5 minutes pour l’appliquer. Plus la température est élevée, plus le temps de durcissement est court. 
En général l’enduit à froid n’est pas applicable par des températures inférieures à 10 °C ou supérieures à 40 °C.
L’application est obtenue à l'aide :
- d'une spatule pour l'application manuelle,
- d'une machine spéciale pour l'application automatique.

## Propriétés physiques[1],[2]
La nature des indicateurs de performance est standard au niveau international. Néanmoins, la valeur de ceux-ci et les conditions de réalisation des essais peuvent varier d’un pays à un autre.
En Europe, les performances attendues pour les peintures routières sont définies dans la norme EN 1871. Cette norme est transposée dans chaque pays de l'Europe. En Belgique la norme en vigueur est la NBN EN 1871. En France la norme NF EN 1871 – mai 2000 côtoie encore l'ancienne norme jusqu'au 1er janvier 2008 où elle sera alors la seule en vigueur. 

### Visibilité de jour
La visibilité de jour d’un enduit à froid doit être définie par les deux indicateurs suivants :

#### Facteur de luminance
On distingue trois classes de facteurs de luminance pour la couleur blanche et deux pour la jaune, identiques à celles des enduits à chaud. En fonction des caractéristiques et de l’environnement du projet, le projeteur retient l’une des classes.
| Couleur | Classe | Facteur de luminance |
| ------- | ------ | -------------------- |
| Blanc   | LF3    | >= 0,65              |
| Blanc   | LF4    | >= 0,70              |
| Blanc   | LF6    | >= 0,80              |
| Jaune   | LF1    | >= 0,40              |
| Jaune   | LF2    | >= 0,50              |

#### Les coordonnées chromatiques
Les coordonnées chromatiques sont comprises dans les domaines spécifiés du diagramme de chromaticité au moyen des sommets donnés dans le tableau suivant, identique à celui des enduits à chaud :
| Sommet n° | Sommet n° | 1     | 2     | 3     | 4     |
| --------- | --------- | ----- | ----- | ----- | ----- |
| Blanc     | x         | 0,355 | 0,305 | 0,285 | 0,335 |
| Blanc     | y         | 0,355 | 0,305 | 0,325 | 0,375 |
| Jaune     | x         | 0,494 | 0,545 | 0,465 | 0,427 |
| Jaune     | y         | 0,427 | 0,455 | 0,535 | 0,483 |

### Stabilité au stockage
Il ne doit y avoir aucune peau ou dépôt dans la peinture après malaxage. Un  essai permet de qualifier la performance du produit sur cet aspect.

### Vieillissement aux rayonnements ultraviolets
La peinture exposée au soleil vieillit et perd ses performances initiales par l’effet des rayons ultraviolets.
On mesure donc le facteur de luminance avec un essai de vieillissement accéléré aux ultra-violets.
Deux classes sont alors déterminées :
- UV0 : pas d’exigence
- UV1 : différence de facteur de luminance entre avant et après inférieure à 5 %.

### Résistance aux alcalis
Un Essai permet de qualifier la performance du produit sur cet aspect.

### Usure
Un  essai permet de déterminer le degré d’usure du produit d’après la méthode de Troger.

## Performances après application
Lorsque les travaux sont réalisés par une entreprise, le maître d’œuvre peut éventuellement fixer des exigences sur la nature et les propriétés physiques des produits de marquage, par contre il fixe dans tous les cas des indicateurs de performance après application.
Il s’agit des indicateurs suivants :
- coefficient de luminance sous éclairage diffus Qd,
- coefficient de luminance rétroréfléchie, par temps sec, par temps humide ou par temps de pluie,
- Coefficient d’adhérence

Les objectifs d’indicateurs de performances peuvent être indiqués à plusieurs échéances : à la mise en service et après une certaine période sous circulation.